# Carlos Califo Seidi
Carlos Califo Seidi (sinh ngày 22 tháng 9 năm 1989) hay đơn giản Califo, là một cầu thủ bóng đá người Guiné-Bissau gốc Bồ Đào Nha thi đấu cho Sintrense ở vị trí hậu vệ.

## Sự nghiệp bóng đá
Ngày 4 tháng 8 năm 2013, Califo có màn ra mắt cho Oliveirense trong trận đấu tại Cúp Liên đoàn bóng đá Bồ Đào Nha 2013–14 trước Sporting Covilhã, khi anh đá chính hết trận. Anh có màn ra mắt tại Giải bóng đá hạng nhất quốc gia Bồ Đào Nha 2013–14 trước Penafiel ngày 11 tháng 8.
Trên trường quốc tế, Califo anh ra mắt cho Guiné-Bissau vào ngày 19 tháng 7 năm 2014.